# Касаї (провінція)
Касаї (фр. Kasaï) — провінція Демократичної Республіки Конго, розташована на північний захід від річки Конго.

## Географія
До конституційної реформи 2005 року Касаї була частиною колишньої провінції Західне Касаї. Адміністративний центр — місто Луебо. По території провінції протікає річка Касаї.
Населення провінції — 3 199 891 чоловік (2005).

## Адміністративний поділ

### Міста
- Чикапа

### Території
- Декесе
- Ілебо
- Камоніа
- Луебо
- Мвека